# Perce Blackborow
Perce Blackborow (né le 8 avril 1894 à Newport dans le Monmouthshire, mort le 8 janvier 1949), était un marin gallois, passager clandestin lors de l'expédition Endurance, expédition polaire qui eut lieu entre 1914 et 1917. Blackborow trouve un emploi à bord comme cambusier et signe même un contrat de travail.
Après l'expédition, Blackborow retourne vivre à Newport et reçoit la Médaille polaire. Il meurt en 1949, d'une bronchite chronique et de problèmes cardiaques.
Le roman Un ciel de glace de Mirko Bonné retrace l'expédition de l'Endurance en prenant pour personnage principal Perce. 